# Josef Černý
Josef Černý   (Frýdek-Místek, 11 de maig de 1993) és un ciclista txec, professional des del 2012. Actualment corre al Quick-Step Alpha Vinyl Team. En el seu palmarès destaca una victòria d'etapa al Giro d'Itàlia de 2020.

## Palmarès
- 2013
  -  Campió de Txèquia sub-23 en contrarellotge
- 2014
  - 1r al Visegrad 4 Bicycle Race-GP Czech Republic
- 2015
  -  Campió de Txèquia sub-23 en contrarellotge
- 2017
  - 1r al Czech Cycling Tour i vencedor d'una etapa
  - 1r a l'Okolo jižních Čech
- 2018
  - Vencedor d'una etapa a la Okolo jižních Čech
- 2020
  -  Campió de Txèquia en contrarellotge
  - Vencedor d'una etapa al Tour de Poitou-Charentes
  - Vencedor d'una etapa al Giro d'Itàlia
- 2021
  -  Campió de Txèquia en contrarellotge
- 2022
  - 1r a la Volta a Eslovàquia
  - Vencedor d'una etapa a la Setmana Internacional de Coppi i Bartali
- 2023
  - Vencedor d'una etapa al Tour de Romandia

### Resultats al Giro d'Itàlia
- 2019. 115è de la classificació general
- 2020. 86è de la classificació general. Vencedor d'una etapa
- 2023. No surt (11a etapa)